# Benjamin Voisin
Benjamin Voisin (París, 24 de diciembre de 1996) es un actor francés. Por su papel de David Gorman en la película dramática Verano del 85 fue nominado para el premio César 2021 y el Premio Lumière de ese mismo año.

## Filmografía

### Cine
| Año  | Título                 | Papel              | Notas |
| ---- | ---------------------- | ------------------ | ----- |
| 2015 | Adèle                  |                    | corto |
| 2017 | Peru                   | Vincent            | corto |
| 2017 | Bonne Pomme            | Thomas             |       |
| 2018 | The Happy Prince       | Jean               |       |
| 2018 | Death In The Soul      | Alex Lagnier       | TV    |
| 2018 | Falling for Love       | Kévin              | TV    |
| 2019 | Simon's Got a Gift     | Simon              |       |
| 2019 | Man Up!                | Léo                |       |
| 2020 | Verano del 85          | David Gorman       |       |
| 2021 | Las ilusiones perdidas | Lucien de Rubempré |       |
| 2021 | The Mad Woman's Ball   | Théophile Cléry    | [ 5 ] |
| 2021 | En roue libre          |                    | [ 6 ] |

### Televisión
| Año  | Título  | Papel            | Notas |
| ---- | ------- | ---------------- | ----- |
| 2016 | Emma    | Mathieu Fournier |       |
| 2018 | Fiertés | Victor           |       |